# Apichatpong Weerasethakul
Apichatpong Weerasethakul (sinh ngày 16 tháng 7 năm 1970) là một đạo diễn người Thái Lan. Ông là đạo diễn bộ phim Lung Bunmi Raluek Chat (tiếng Anh: "Uncle Boonmee Who Can Recall His Past Lives" hay tạm dịch là Chú Boomee có thể nhớ lại các kiếp trước). Ngày 24 tháng 5 năm 2010, tại bế mạc Liên hoan phim Cannes lần thứ 63, phim này đã đoạt giải thưởng cao nhất, giải Cành cọ vàng. 
Apichatpong Weerasethkul sinh ra tại Bangkok, Thái Lan. Cha mẹ của ông đều là bác sĩ, và làm việc tại một bệnh viện ở Khon Kaen, Thái Lan  Ông theo học Đại học và Khon Kaen, nhận bằng cử nhân kiến trúc năm 1994. Ông thực hiện bộ phim ngắn đầu tiên của mình, Bullet, vào năm 1993. Ông theo học trường của Viện Nghệ thuật Chicago và nhận bằng thạc sĩ về mỹ thuật điện ảnh vào năm 1997. 